# 严志辉
严志辉（1968年1月—），湖南南县人，中华人民共和国政治人物。

## 生平
1968年1月，严志辉出生在湖南省南县。1987年，严志辉考取湖南农业大学经管学院农业经济管理专业，在校期间的1990年7月加入中国共产党。
1991年大学毕业后分配至湖南省人民政府参事室工作，1997年4月升任主任科员。同年5月转任湖南省人民政府办公厅信息技术处主任科员。2000年11月转任湖南省口岸领导小组办公室主任科员。2001年9月调回湖南省人民政府办公厅，2006年10月升任副主任。
2007年7月，严志辉调到中央出任国家工商总局办公厅副主任，2009年3月兼任宣传中心主任。
2011年1月，严志辉调任中共衡阳市委副书记。2013年4月，严志辉调任中共永州市委副书记、永州市人民政府代市长，5月正式出任市长。严志辉因卷入衡阳赂选事件而只任1年就遭到撤换。
2019年4月，严志辉调回长沙市，出任湖南省林业局党组成员、副局长。